# Jelle Van Neck
Jelle Van Neck (7 maart 2004) is een Belgisch voetballer die dienstdoet als doelman. Hij ligt onder contract bij Olympique Marseille.

## Clubcarrière
Van Neck ruilde in 2018 de jeugdopleiding van KSC Blankenberge voor die van KV Oostende. Een jaar later stapte hij over naar Club Brugge, waarmee hij in het seizoen 2021/22 deelnam aan de UEFA Youth League. Van Neck speelde mee in de eerste vier groepswedstrijden (tegen Paris Saint-Germain, RB Leipzig en tweemaal Manchester City), maar verloor in de laatste twee groepswedstrijden zijn plaats onder de lat aan Kiany Vroman.
Van Neck werd voor de eerste keer opgenomen in de selectie van het eerste elftal op 27 oktober 2021 tijdens de 16de finales van de Beker van België tegen KMSK Deinze, een ploeg uit de tweede klasse van het Belgisch voetbal.
In de zomer van 2022 ondertekende hij een vijfjarig contract bij Olympique de Marseille. Op 28 augustus 2022 maakte hij zijn officiële debuut bij het tweede elftal van de club in de Championnat National 3: op de openingsspeeldag kreeg hij tegen FC Balagne een basisplaats van trainer Yann Daniélou. Van Neck nam in het seizoen 2022/23 ook deel aan de UEFA Youth League. Op 13 september 2022 liet hij zich in de wedstrijd tegen Eintracht Frankfurt opmerken met een kopbaldoelpunt in de blessuretijd.

## Clubstatistieken
| Seizoen         | Club                  | Land               | Competitie | Competitie | Beker | Beker | Europees | Europees | Totaal | Totaal |
| Seizoen         | Club                  | Land               | Sel.       | Wed.       | Sel.  | Wed.  | Sel.     | Wed.     | Sel.   | Wed.   |
| --------------- | --------------------- | ------------------ | ---------- | ---------- | ----- | ----- | -------- | -------- | ------ | ------ |
| 2020/21         | Club NXT (U18)        | Vlag van België    | NB         | 4          | —     | —     | —        | —        | NB     | 4      |
| 2021/22         | Club NXT (U21)        | Vlag van België    | 0          | 0          | 1     | 0     | 6        | 4        | 7      | 4      |
| 2022/23         | Olympique Marseille B | Vlag van Frankrijk | 17         | 15         | __    | __    | 6        | 6        | 23     | 21     |
| 2023/24         | Olympique Marseille B | Vlag van Frankrijk | 11         | 9          | __    | __    | __       | __       | 11     | 9      |
| 2024/25         | Olympique Marseille B | Vlag van Frankrijk | 9          | 8          | __    | __    | __       | __       | 9      | 8      |
| Carrière totaal | Carrière totaal       | Carrière totaal    | 37         | 36         | 1     | 0     | 12       | 10       | 50     | 46     |

## Interlandcarrière
Op 5 oktober 2021 werd Van Neck voor het eerst geselecteerd voor België –18. Tijdens een vriendschappelijke wedstrijd tegen Kroatië kwam hij echter niet in actie. Van Neck debuteerde op 11 oktober 2021 tijdens een vriendschappelijke wedstrijd tegen Denemarken (3-1-winst)
Interlandstatistieken
| Seizoen         | Land            | Vriendschappelijk | Vriendschappelijk | Kwalificatie | Kwalificatie | EK   | EK   | WK   | WK   | Totaal | Totaal |
| Seizoen         | Land            | Sel.              | Wed.              | Sel.         | Wed.         | Sel. | Wed. | Sel. | Wed. | Sel.   | Wed.   |
| --------------- | --------------- | ----------------- | ----------------- | ------------ | ------------ | ---- | ---- | ---- | ---- | ------ | ------ |
| 2021/22         | Vlag van België | 10                | 3                 | —            | —            | —    | —    | —    | —    | 10     | 3      |
| 2022/23         | Vlag van België | 2                 | 1                 | 5            | 2            | __   | __   | __   | __   | 7      | 3      |
| 2023/24         | Vlag van België | 2                 | 1                 | __           | __           | __   | __   | __   | __   | 2      | 1      |
| 2024/25         | Vlag van België | __                | __                | __           | __           | __   | __   | __   | __   | __     | __     |
| Carrière totaal | Carrière totaal | 14                | 5                 | 5            | 2            | 0    | 0    | 0    | 0    | 19     | 7      |